# Прибалтийская операция (1944)
Прибалтийская операция 1944 года — стратегическая наступательная операция советских войск, проведённая с 14 сентября по 24 ноября 1944 года на территории Прибалтики с целью освобождения от немецких войск Эстонии, Латвии и Литвы. Включала в себя четыре фронтовые и межфронтовые операции: Рижскую, Таллинскую, Моонзундскую и Мемельскую.
Операция длилась 71 день, ширина фронта достигала 1000 км, а глубина — 400 км.

## Силы сторон

### Советские войска
|                                 | Командиры         | Силы, чел. |
| ------------------------------- | ----------------- | ---------- |
| Ленинградский фронт             | Л. А. Говоров     | 195 000    |
| 1-й Прибалтийский фронт         | И. Х. Баграмян    | 621 000    |
| 2-й Прибалтийский фронт         | А. И. Ерёменко    | 339 400    |
| 3-й Прибалтийский фронт         | И. И. Масленников | 345 500    |
| Краснознамённый Балтийский флот | В. Ф. Трибуц      | 45 500     |
| Итого                           |                   | 1 546 400  |

### Немецкие войска (главнокомандующийФердинанд Шёрнер)
|                                                                                | Силы, чел.                               | Орудий и миномётов | Танков и штурмовых орудий | Боевых самолётов |
| ------------------------------------------------------------------------------ | ---------------------------------------- | ------------------ | ------------------------- | ---------------- |
| Все войска (оперативная группа «Нарва», 16-я и 18-я армии, 3-я танковая армия) | 571 579 солдат и офицеров, 42 833 «хиви» | около 7000         | свыше 1200                | 400              |

## Планы сторон
Немецкая группа армий «Север» заблаговременно создала многополосную, глубоко эшелонированную оборону, широко используя особенности географии данной местности — обилие озёр, рек, болот и довольно редкую дорожную сеть, что затрудняло проведение наступательных операций. Особое значение придавалось обороне Рижского направления. В районе Риги находилась самая сильная группировка противника, включавшая 5 танковых дивизий.
Согласно плану советского Генштаба, войска трёх Прибалтийских фронтов должны были атаковать группировку, состоящую из 16-й и 18-й армий на рижском направлении (планировалось расчленить немецкие войска и разгромить их по частям); а при содействии КБФ Ленинградский фронт должен был начать атаку на эстонском направлении (оперативная группа «Нарва»). Произведено значительное массирование войск благодаря выделению резервов, в результате чего по некоторым видам техники у СССР было двойное превосходство над Германией. Превосходство в людях было незначительным. К участию в операции привлекались национальные войска, укомплектованные из уроженцев прибалтийских республик. Действия советских фронтов в Прибалтике координировал и осуществлял общее руководство операцией Маршал Советского Союза А. М. Василевский.

## Первый этап операции (14—27 сентября 1944 года)
За время первого этапа операции были проведены Рижская и Таллинская операции, в результате которых была освобождена вся материковая часть Эстонии и основная часть Латвии.
Войска Прибалтийских фронтов вышли при наступлении на рижском направлении на рубеж «Сигулда», подготовленный в 25—80 км от Риги. Попытки прорыва этого рубежа не удались. Завязались упорные бои по его «прогрызанию» с медленным методичным, но кровопролитным продвижением вперёд. Не удалась также попытка внезапным ударом с юга взять Ригу: хотя советский удар стал неожиданным для врага, но спешно принятыми мерами ему удалось остановить продвижение советских войск в 30 километрах южнее Риги. В этих условиях было принято смелое решение о перенаправлении главного удара с рижского на мемельское направление.

## Рижская операция (14 сентября — 22 октября 1944 года)
Рижская операция проводилась с 14 сентября по 22 октября 1944 года с целью освобождения Риги и Латвии от гитлеровцев. Со стороны СССР в операции было задействовано  119 стрелковых дивизий, 6 танковых дивизий и 1 механизированный корпус, 11 отдельных танковых бригад, 3 укрепрайона — общая численность войск составляла 1351,4 тыс. чел. Немцы располагали  16-й и 18-й полевой армиями и частью сил 3-й танковой армии группы армий «Север». С 14 по 27 сентября советская армия вела наступление, но остановилась на рубеже «Сигулда», предварительно укреплённом немцами и пополненном частями армий, которые вынуждены были отступить на рубеж из-за поражения в ходе Таллинской операции (оперативная группа «Нарва»). После подготовки началось повторное наступление советских войск, 13 октября была взята Рига, 22 октября Рижская операция завершилась освобождением Риги и большей части Латвии.

## Таллинская операция (17—26 сентября 1944 года)
Таллинская операция — часть Прибалтийской операции, проводимая на её первом этапе с 17 по 26 сентября 1944 года с целью возвращения Эстонии и её столицы — Таллина (отсюда и название) — под контроль СССР.
На начало операции 2-я и 8-я ударные армии имели охватывающее положение по отношению к армейской группе «Нарва» (6 дивизий группы армий «Север»). Планировалось силами 2-й ударной армии атаковать тыл группировки «Нарва», после чего штурмовать Таллин. 8-й армии отводилась роль наступления на позиции группы армий «Нарва» в случае отступления немецких войск.
17 сентября 1944 года началась Таллинская операция. Силами 2-й ударной армии была проделана брешь в обороне противника глубиной до 18 км в районе реки Эмайыги. Армейская группа «Нарва» начала отход. 
19 сентября начала наступление 8-я армия. 20 сентября был освобожден г. Раквере, и части 8-й армии соединились с частями 2-й армии. 21 сентября был освобожден Таллин, а к 26 сентября полностью освобождена Эстония (кроме некоторых островов). В ходе Таллинской операции Балтийский флот высадил несколько морских десантов на побережье Эстонии и прилегающих островах. Результат был успешным для советских войск — немецкие войска в материковой Эстонии потерпели сокрушительное поражение всего за 10 дней, значительная часть их (свыше 30 тыс. человек) не смогла прорваться к Риге и была захвачена в плен или уничтожена.
По советским данным немцы потеряли свыше 30 тыс. убитых, 15.745 пленных и 175 танков и самоходок.
18 сентября в Таллине легализовалось подпольное правительство Эстонии во главе с Отто Тиифом, провозгласило независимость (на башне «Длинный Герман» были подняты два флага — Эстонии и кригсмарине Германии) и четыре дня пыталось противостоять отступающим германским и наступающим советским войскам; согласно отчётам комиссии Макса Якобсона, всего сторонники независимости Эстонии, продолжавшие активность и после ликвидации правительства, составляли 2000 человек.

## Второй этап операции (27 сентября — 24 ноября 1944 года)
Проведены до конца Рижская, проведены Моонзундская, Мемельская и Гумбиннен-Гольдапская операции. В районе Мемеля основные силы группы армий «Север» были прочно отрезаны от Восточной Пруссии. Советскими войсками освобождены Рига, Литва, значительная часть Латвии. Образовался Курляндский котёл.

## Моонзундская операция (27 сентября — 24 ноября 1944 года)
Моонзундская операция — операция, проводившая с 27 сентября по 24 ноября 1944 года на Моонзундском архипелаге с целью его захвата и освобождения от немецких войск. С немецкой стороны оборону держали 23-я пехотная дивизия и 4 охранных батальона. С советской стороны были выделены часть сил Ленинградского фронта и КБФ. Большая часть островов была освобождена быстро (выбирались неожиданные места для высадки десантов, врагу не оставляли времени на подготовку обороны — десант на следующий остров высаживался сразу после освобождения предыдущего). Только на узком перешейке полуострова Сырве на острове Сааремаа противнику удалось задержать советское наступление на полтора месяца, сковав один стрелковый корпус.
Поочерёдно происходило освобождение островов:
- Вормси — 27—28 сентября 1944 года;
- Муху — 29 сентября — 1 октября 1944 года;
- Хийумаа — 2—3 октября 1944 года;
- Сааремаа (без п-ова Сырве) — 5—8 октября 1944 года;
- полуостров Сырве — 8 октября — 23 ноября 1944 года.

В результате к 23 ноября 1944 года Моонзундская операция закончилась.

## Мемельская операция (5—22 октября 1944 года)
Мемельская операция — наступательная операция советских войск 1-го Прибалтийского и 39-й армии 3-го Белорусского фронтов, проводившаяся с 5 по 22 октября 1944 года с целью отсечения войск группы армий «Север» от Восточной Пруссии. Войска 1-го Прибалтийского фронта вышли на подступы к Риге южнее Даугавы. Там они встретили сильное сопротивление противника. Ставка ВГК приняла решение о перенесении главного направления удара на мемельское направление. Была произведена перегруппировка сил 1-го Прибалтийского фронта в районе г. Шяуляй. Командование советских войск планировало выйти на побережье на рубеже Паланга—Мемель—устье реки Неман при прорыве обороны западнее и юго-западнее г. Шяуляй. Главный удар наносился на мемельском направлении, вспомогательный — на кельме-тильзитском.
Решение советского командования стало полной неожиданностью для врага, ждавшего возобновления атак на Рижском направлении. В первый день боёв советские войска начали прорыв обороны и к вечеру уже продвинулись на глубину 7—17 км. К 6 октября были задействованы все подготовленные по предварительному плану войска, а к 10 октября немцы были отрезаны от Восточной Пруссии. 15 октября была полностью освобождена Рига. В результате между вражескими группировками в Восточной Пруссии и в Курляндии образовалась полоса советской обороны шириной до 50 километров, преодолеть которую противник уже не смог. К 22 октября от врага была очищена большая часть северного берега реки Неман. В Латвии враг был вытеснен на Курляндский полуостров и там надёжно заблокирован. В результате Мемельской операции было достигнуто продвижение до 150 км, освобождена площадь более 26 тыс. км² и более 35 тыс. населённых пунктов. 78 советских частей и соединений награждены орденами.

## Гумбиннен-Гольдапская операция (16—30 октября 1944 года)
Немецкие войска оказывали исключительно упорное сопротивление, и была высока вероятность попыток деблокирования только что с большим трудом и с большими жертвами запертую в Курляндском котле огромную группировку из состава группы армий «Север». Для срыва подобных возможных попыток была предпринята наступательная операция в Восточной Пруссии. Кроме того, полагая немецкие войска в этом районе значительно ослабленными, советское командование рассчитывало на овладение значительной частью территории Восточной Пруссии и на расчленение противостоящих войск группы армий «Центр».
Задачи операции в полном объёме достигнуты не были, хотя в целом успех остался за советскими войсками: они продвинулись на 50—100 километров, освободили свыше 1000 населённых пунктов, прорвали на разных направлениях от одного до трёх укрепленных рубежей противника.

## Итоги операции
В результате Прибалтийской операции от немецкой оккупации освобождены Эстония, Литва, Латвия (за исключением Курляндского котла). Были разгромлены 26 дивизий группы армий «Север» и 3 дивизии уничтожены полностью. Оставшиеся дивизии заблокированы в Курляндии. Германские войска потеряли свыше 200 тыс. человек, из них 33,5 тыс. пленными.
112 солдат Красной армии в ходе операции были удостоены звания Героя Советского Союза, из них трое — дважды, свыше 332 тыс. чел. были награждены медалями и орденами. 481 часть получила правительственные награды. 131 часть получила почётное наименование освобождённых городов Таллин, Рига, Валга и др.

## В кино
- «Восьмой удар» (1944) — Документальный фильм про боевые действия советских войск по освобождению Прибалтики — Риги, Валги, Таллина, Шауляя и выход советских войск к Балтийскому морю. Режиссер Л. Степанова совместно с Р. Гиковым.

## Галерея
- Марка почты России. 
Л. А. Говоров, командующий войсками Ленинградского фронта
- Марка почты России.
 И. В. Баграмян, командующий войсками 1-го Прибалтийского фронта
- Марка почты России.
 А. М. Василевский, начальник Генерального штаба
- Монета Банка России «Прибалтийская операция», выпуск 2014 года, серия
 «70-летие Победы в Великой Отечественной войне 1941—1945 годов»
 («Бронзовый солдат»)